# Туха (верхний приток Пшехи)
Туха (адыг. Тхъухь) — река в России, протекает по территории Апшеронского района Краснодарского края. Устье реки находится в 70 км от устья Пшехи по левому берегу, в городе Апшеронск. Длина реки — 19 км, площадь водосборного бассейна — 90,4 км².
Название происходит от адыг. Тхъухь — адыг. Тхъу — «масло» и адыг. хьи — «нести» — «несущая масло», поскольку река была когда-то покрыта нефтяными пятнами.

## Данные водного реестра
По данным государственного водного реестра России относится к Кубанскому бассейновому округу, водохозяйственный участок реки — Белая. Речной бассейн реки — Кубань.
Код объекта в государственном водном реестре — 06020001112108100004861.